# إيمان
الإيمان في اللغة بمعنى: التصديق.

## معنى كلمة إيمان
كلمة إيمان لها أكثر من استخدام، ومعناها قريب من معنى «الاعتقاد» في إطار الشك والظن. و«الثقة» والتأكد تقريباً من فكرة ما، لكن بخلاف هذه المصطلحات فإن كلمة «إيمان» تشير إلى علاقة متعدية للشخص بدل أن تكون داخلية.
الايمان له معنى فكري مرتبط بوجود الإنسان على الأرض من حيث التطلع لتقدم البشرية نحو الأفضل، وهذا من خلال الارتباط بمجموعة من المبادئ التي تسعى لتوجيه تصرفات الفرد والجماعة ضمن المجتمعات البشرية المختلفة للوصول إلى الرُقي الحضاري للإنسان والابتعاد عن التصرفات لسائر المخلوقات الحيوانية والتي يعتبر الإنسان جزءً لا يتجزأ منها

## الإيمان في الدين الإسلامي
الإيمان في الدين الإسلامي أصل العقيدة، وفسر الإيمان بمعنى: التصديق، ومعناه: «إقبال القلب وإذعانه لما علم من الضروريات أنه من دين محمد ﷺ» وهو تصديق محله القلب، فلا يعلم حقيقته إلا الله. وأركان الإيمان ستة هي: الإيمان بالله وملائكته وكتبه ورسله واليوم الآخر وبالقدر خيره وشره، وهذه أساسيات الأيمان، والمعنى الجامع للإيمان هو: «التصديق الجازم بكل ما أتى به الرسول صلى الله عليه وسلم من عند الله، مع التسليم به والقبول والإيقان»، فيشمل أيضا: الإيمان بالغيب كالجنة والنار والبعث والنشور والحساب والميزان والصراط وغير ذلك. والفرق بين الإسلام والإيمان: أن الإسلام قول وعمل ظاهر، والإيمان تصديق غير ظاهر فمحله القلب، ومن نطق بالشهادتين فهو مسلم، ويقال له مؤمن بحسب الظاهر إذ لا يعلم حقيقة إيمانه إلا الله. والإيمان شرط صحة العمل عند الله، فمن عمل عملا صالحا وهو غير مؤمن بالله؛ فلا يقبل الله منه ذلك، أما في الأحكام الدنيوية فيقبل منه الظاهر وحسابه على الله. والإيمان يدفع بصاحبه للعمل الصالح، لكن العمل الصالح ليس شرطا لصحة الإيمان، وبالمقابل فالمعاصي لا تسلب الإيمان بالكلية بل ينقص الإيمان بالذنوب، ويزداد بالطاعات والأعمال الصالحة، وتدبر آيات الله الكونية والقرآنية المؤدية إلى الإيمان بالخالق المدبر والتصديق بوجوده.